# لمور موشی مارگو مارش
 لمور موشی مارگو مارش (نام علمی: Microcebus margotmarshae) نام یک گونه از سرده لمورهای موشی است.